# Jusuf Gazibegović
Jusuf Gazibegović, né le 11 mars 2000 à Salzbourg, est un footballeur international bosnien qui évolue au poste d'arrière droit au FC Cologne.

## Biographie

### Carrière en club

#### Formation à Salzbourg
Gazibegović commence à jouer au foot à six ans dans le club historique de sa ville natale, l'Austria Salzbourg, avant de rejoindre en 2009 l'académie de leur rival local du Red Bull Salzbourg, les nouveaux mastodontes du football autrichien.
Il fait ses débuts professionnels avec le club-école salzbourgeois du FC Liefering le 3 mars 2018, lors d'un match de deuxième division autrichienne contre Ried. S'imposant rapidement avec Liefering cette année, il est néanmoins victime d'une grave blessure au printemps 2019, une rupture du ligament croisé antérieur qui le maintient hors des terrains pour tout le reste de l'année.
En 2020, il revient en force sur les terrains, encore avec Liefering puis les équipes de jeunes du RB Salzbourg  : il prend notamment part au bon parcours des siens lors de l'édition 2019-2020 de l'UEFA Youth League, où après avoir défait les tenants du titre du FC Porto et les champions anglais de Derby County ils éliminent l'OL de Florent Da Silva (en) et Malo Gusto en quart de finale,. Le parcours des Salzbourgeois s'arrête ensuite en demi-finale, contre les futurs champions du Real Madrid, portés par des joueurs comme Miguel Gutiérrez ou Marvin Park (en).

#### Débuts au Sturm Graz
Le 30 septembre 2020, Gazibegović est transféré au Sturm Graz,. Il monte en puissance lors de la saison 2020-21, devenant un titulaire régulier avec une équipe qui joue les premières places de la Bundesliga autrichienne,,. Il prend notamment part aux deux victoires des siens contre le Red Bull Salzbourg,, et marque son premier but en professionnel le 9 février 2021, tirant directement sur coup franc dans les toutes dernières minutes du match de championnat contre Ried, offrant ainsi la victoire 2-1 aux Schwoazn.
Aux côtés de joueurs comme David Nemeth, Niklas Geyrhofer, Amadou Dante ou Kelvin Yeboah, Gazibegovic fait alors partie d'une jeunesse qui porte le club de Graz au cours d'une saison prometteuse, où ils font plus que rivaliser avec leurs rivaux salzbourgeois.

### Carrière en sélection
Rapidement identifié comme une des grandes promesses du football bosniaque, Gazibegović a été membre de toutes les principales équipes de jeunes de son pays, étant notamment capitaine des moins de 19 ans en 2018.
Il reçoit sa première convocation en équipe de Bosnie-Herzégovine senior en mai 2021, pour les matchs amicaux contre le Monténégro et le Danemark, faisant ses débuts internationaux le 2 juin 2021 contre les monténégrins,.

## Style de jeu
Ambidextre, Gazibegović est capable d'évoluer sur les deux côtés de la défense, dans un système à 4 ou à 5,.